# 阎将军的苦茶
《阎将军的苦茶》（英語：The Bitter Tea of General Yen）是一部1933年好莱坞前法典电影，由法兰克·卡普拉执导，主演为芭芭拉·斯坦威克与尼尔斯·阿斯瑟。该电影于1933年1月纽约无线电城音乐厅开张时首映。
《阎将军的苦茶》发行后在票房上是失败的，但是近年来本片获得了批评界的称赞。2000年，本片被英国电影批评家德里克·马尔克姆选为“电影世纪”的百部最佳电影之一。

## 剧情
玫根·戴维斯（芭芭拉·斯坦威克饰）到中国，计划与一个传教士（加文·戈登饰）结婚，并协助他的工作。在中国内战期间，戴维斯与她的未婚夫进入战争区域救助孤儿。他们在一个火车站失散，戴维斯为军阀阎将军（尼尔斯·阿斯瑟饰）所救，同时也被他挟持。
阎将军迷上了戴维斯，并得知她将死去，他将她安置在他的行宫中。戴维斯遇上了阎将军的财政参谋，自称为美国的背叛者琼斯（沃尔特·康诺利饰），将军的小妾李玛（市岡俊惠饰），以及他的副官李上尉（理查德·卢饰）。当琼斯察觉李玛为敌方间谍时，阎将军欲将其处死，但戴维斯为李玛求情。阎将军明白李玛不会改变，但将这视为“转变一个传教士”的机会。他将戴维斯的基督教原谅的恳求视为空话，但不顾琼斯的反对接受了戴维斯作为人质，以保证李玛将来的表现。戴维斯发现她潜意识中为阎将军所吸引（表现于一组白日梦镜头）。
当李玛与李上尉将阎将军的财产地点泄漏给敌军后，他的军队弃他而去。意识到她损害了阎将军后，戴维斯心甘情愿地来到阎将军身边，但阎将军已经准备喝下毒茶自杀。

## 在中国
《阎将军的苦茶》表现了西方人想象中旧中国的落后和野蛮，为当时的国民政府抗议。中国人在影片中想象为对白人（尤其女性）构成性威胁的“野蛮”他者。阎将军是好莱坞塑造的华人形象中一个重要角色，有学者将其视为辱华电影代表作。

## 演员表
- 芭芭拉·斯坦威克 饰 枚根·戴维斯
- 尼尔斯·阿斯瑟（英语：Nils Asther） 饰 阎将军
- 市岡俊惠（英语：Toshia Mori） 饰 李玛
- 沃尔特·康诺利（英语：Walter Connolly） 饰 琼斯，阎将军主要的参谋
- 加文·戈登（英语：Gavin Gordon (actor)） 饰 罗伯特·史特莱夫
- 卢西安·李特福德（英语：Lucien Littlefield） 饰 雅各布森先生
- 理查德·卢 饰 李上尉
- 海伦·杰罗姆·埃迪（英语：Helen Jerome Eddy） 饰 瑞德小姐
- 艾米特·柯里根（英语：Emmett Corrigan） 饰 哈克尼斯主教